# Acropsilus luoxiangensis
Acropsilus luoxiangensis är en tvåvingeart som beskrevs av Wang, Yang och Patrick Grootaert 2007. Acropsilus luoxiangensis ingår i släktet Acropsilus och familjen styltflugor. Inga underarter finns listade i Catalogue of Life.